# Time Lapse (film)
Time Lapse è un film del 2014 diretto da Bradley D. King.
Film thriller fantascientifico sceneggiato da Bradley D. King e BP Cooper, con protagonisti George Finn, Danielle Panabaker e Matt O'Leary.
È il film di debutto come regista di Bradley King, presentato in anteprima il 18 aprile 2014 al Brussels International Fantastic Film Festival.

## Trama
Tre amici scoprono un grosso dispositivo simile a una macchina fotografica polaroid che, grazie ad una tecnologia sconosciuta ed un timer, è in grado di fotografare ogni giorno alla stessa ora un evento che si verificherà esattamente 24 ore dopo lo scatto. La previsione del futuro provocherà una serie di eventi non dettati più solo dal libero arbitrio e dall'avidità di voler mettere a frutto tale informazione ma anche dalla fine dell'imprevedibilità del futuro; imprevedibilità che fungeva da colla per la loro amicizia. Le personalità di ognuno di loro, con la preveggenza, verranno drogate ed amplificate esponenzialmente al punto da distruggersi a vicenda pur di mantenere lo status quo.